# Selvastinamo
Selvastinamo (Crypturellus bartletti) är en fågel i familjen tinamoer inom ordningen tinamofåglar.

## Utseende och läte
Selvastinamon är en liten medlem av familjen. Fjäderdräkten är rödbrun med begränsad svart tvärbandning på vingarna. Lätet består av en serie visslingar som avges med cirka en ton var fjärde sekund, gradvis ökande till dubbel hastighet. Den påminner om askgrå tinamo, men dennas sång är långsammare och accelererar ej.

## Utbredning och systematik
Fågeln förekommer i tropiska västra Amazonas i Brasilien, östra Peru och norra Bolivia. Den behandlas som monotypisk, det vill säga att den inte delas in i några underarter.

## Levnadssätt
Selvastinamon hittas i högvuxen låglänt regnskog. Den ses framför allt nära vatten och säsongsmässigt översvämmade områden.

## Status och hot
Arten har ett stort utbredningsområde, men tros minska i antal, dock inte tillräckligt kraftigt för att den ska betraktas som hotad. Internationella naturvårdsunionen IUCN listar arten som livskraftig (LC).

## Namn
Artens vetenskapliga namn hedrar den engelske zoologen Edward Bartlett (1844-1908), verksam som samlare i Amazonområdet 1865-1869. Tidigare kallades den Bartletts tinamo även på svenska, men tilldelades 2024 ett mer informativt namn av BirdLife Sveriges taxonomikommitté.